# Carlos Baliño

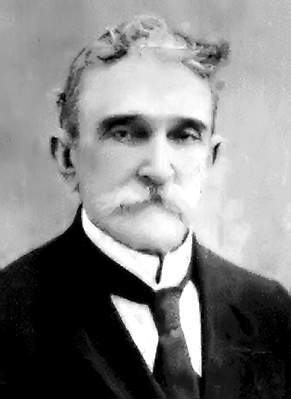
Carlos Baliño

Carlos Baliño López (* 13. Februar 1848 in Havanna; † 18. Juni 1926) war ein kubanischer Politiker. Er war einer der ersten, die marxistische Ideen in Kuba einführten.
Baliño gründete 1892 gemeinsam mit José Martí die Partido Revolucionario Cubano und 1903 den Club de Propaganda Socialista, welche heute als erste Organisation mit marxistischem Charakter auf Kuba gilt. Später sollte er weitere sozialistische Gruppierungen gründen.
Nach der Oktoberrevolution in Russland 1917 näherte er sich ideologisch dem Leninismus und versuchte, unterschiedliche sozialistische Gruppierungen dem Kommunismus anzugleichen. 1925 gründete er schließlich mit Julio Antonio Mella und José Miguel Pérez die Partido Comunista Cubano.